# Różanecznik kaukaski
Różanecznik kaukaski (Rhododendron caucasicum) – gatunek krzewu, należący do rodziny wrzosowatych. Pochodzi z Kaukazu. Do uprawy wprowadzony w 1803 roku.

## Morfologia
PokrójZimozielony, niski, wolno rosnący i zwarty krzew o wysokości 0,5-1 metra. Pędy owłosione.
LiścieSkórzaste, Podłużne, eliptyczne, zimozielone, zaostrzone na końcach, na spodniej stronie blaszki liściowej występuje owłosienie.
KwiatyKwitnie na przełomie maja i czerwca lejkowato-dzwonkowatymi, białożółtymi kwiatami.

## Uprawa
WymaganiaW Polsce jest całkowicie mrozoodporny (strefy mrozoodporności 4-9), znosi bez szwanku najcięższe u nas mrozy, pod warunkiem, że na jesieni został dobrze nawodniony Lubi miejsca półcieniste, o stałej wilgotności podłoża. Podłoże powinno być żyzne, próchniczne, o kwaśnym odczynie (pH 4– 5). Takie podłoże  można otrzymać poprzez dodanie do dobrej ziemi ogrodniczej kwaśnego torfu, zmielonej kory lub przegnitego igliwia. Źle toleruje silne wiatry, (powodujące zwiększoną transpirację), dlatego powinien rosnąć na zasłoniętym stanowisku. Doskonale prezentuje się na tle iglaków.
Sposób uprawySadzi się go tylko wraz z bryłą korzeniową. W utrzymaniu wilgoci pomaga ściółkowanie podłoża. Łatwo można przesadzać nawet duże różaneczniki (oczywiście wraz z bryłą korzeniową), gdyż mają zwartą, niedużą bryłę korzeniową. Należy systematycznie nawozić od maja do sierpnia, ale niedużymi dawkami nawozów, gdyż jest wrażliwy na zasolenie gleby, lub stosować nawozy o przedłużonym działaniu. Koniecznie należy stosować nawozy kwaśne (siarczan amonu, siarczan potasu), a najlepiej specjalne mieszanki nawozów do rododendronów. Nie należy wapnować. Aby rośliny obficie kwitnęły na następny rok, należy po przekwitnięciu ściąć całe kwiatostany, gdyż stają się nieładne, a ponadto wyczerpują nadmiernie roślinę. Nie wymaga żadnego cięcia, należy tylko usuwać uschnięte liście i obumarłe pędy.